# 習志野市立袖ケ浦東小学校
習志野市立袖ケ浦東小学校（ならしのしりつ そでがうらひがししょうがっこう）は、千葉県習志野市袖ケ浦五丁目にある公立小学校。

## 沿革
- 1969年4月 - 習志野市立袖ケ浦西小学校から習志野市立袖ケ浦東小学校として分離独立

## 交通
- 総武本線幕張本郷駅下車
- 京成本線京成幕張本郷駅下車